# Bernadette a disparu
Pour plus de détails, voir Fiche technique et Distribution.
Bernadette a disparu (Where'd You Go, Bernadette) est une comédie dramatique américaine réalisée par Richard Linklater, sortie en 2019. Il s'agit d'une adaptation du roman éponyme de Maria Semple (en).

## Synopsis
Une jeune adolescente de 15 ans recherche sa mère, Bernadette, qui a soudainement disparu sans laisser de traces. Elle découvre son passé et sa part d'ombre, une architecte agoraphobe et anxieuse mal à l'aise dans une société étouffante.

## Fiche technique
- Titre original : Where'd You Go, Bernadette ?
- Titre français : Bernadette a disparu
- Réalisation : Richard Linklater
- Scénario : Richard Linklater, Holly Gent, Vincent Palmo Jr., Michael H. Weber et Scott Neustadter, d'après le roman éponyme de Maria Semple
- Photographie : Shane F. Kelly
- Montage : Sandra Adair
- Musique : Graham Reynolds
- Production : Megan Ellison, Nina Jacobson, Bradford Simpson et Ginger Sledge
- Société de production : Annapurna Pictures
- Société de distribution : United Artists Releasing (États-Unis), Les Films Séville (Québéc), Mars Films (France)
- Pays d'origine :  États-Unis
- Langue originale : anglais
- Durée : 109 minutes
- Format : couleur
- Genre : comédie dramatique
- Budget : 18 000 000 $
- Date de sortie :
  - États-Unis, Québec : 16 août 2019
  - France : 22 février 2022 (Diffusion sur Canal+)

## Distribution
- Cate Blanchett (VF : Juliette Degenne ; VQ : Nathalie Coupal) : Bernadette Fox
- Billy Crudup (VF : Fabrice Josso ; VQ : Daniel Picard) : Elgie Branch
- Emma Nelson (VF : Jaynélia Coadou ; VQ : Marguerite D'Amour) : Balakrishna « Bee » Branch, la fille du couple
- Kristen Wiig (VF : Marie Diot ; VQ : Viviane Pacal) : Audrey Griffin, une voisine
- Zoë Chao (VF : Julie Turin ; VQ : Rose-Maïté Erkoreka) : Soo-Lin Lee-Segal, la secrétaire d'Elgie Branch
- David Paymer (VF : Gilbert Lévy) : Jay Ross
- Megan Mullally (VF : Valérie Nosrée) : Judy Toll
- Laurence Fishburne (VF : Paul Borne ; VQ : Benoît Rousseau) : Paul Jellinek
- Steve Zahn (VF : Jérôme Pauwels) : David Walker
- Judy Greer (VF : Sybille Tureau ; VQ : Julie Burroughs) : Dr Janelle Kurtz
- James Urbaniak : l'agent Marcus Strang
- Troian Bellisario (VF : Sandra Valentin ; VQ : Catherine Brunet) : Becky
- Claudia Doumit : Iris
- Kate Easton : Tammy
- Kate Burton (VF : Évelyne Grandjean ; VQ : Claudine Chatel) : Ellen Idelson

 Source et légende : version française (VF) sur RS Doublage et version québécoise (VQ) sur Doublage Québec

## Distinction

### Nomination
- Golden Globes 2020 : Meilleure actrice dans un film musical ou une comédie pour Cate Blanchett